# Code de procédure pénale suisse
Lire en ligne

Site officiel

Le Code de procédure pénale suisse (CPP) est entré en vigueur le 1er janvier 2011.
Il régit la poursuite et le jugement, par les autorités pénales de la Confédération et des cantons, des infractions prévues par le droit fédéral, soit en particulier le Code pénal suisse.

## Contexte
En 2000, une votation fédérale permet la modification de l'article 123 de la Constitution afin que la procédure pénale dépende de la Confédération (comme c'était déjà le cas avec le droit pénal).
Le Code de procédure pénale suisse, en vigueur depuis le 1er janvier 2011, a remplacé les 26 codes cantonaux de procédure pénale et la procédure pénale fédérale. Les changements apportés incluent la suppression du juge d'instruction, l'abolition des jurys populaires, le droit à un avocat dès les premiers interrogatoires de police et l'introduction de la procédure simplifiée.
Les autorités judiciaires suisses prononcent environ 120 000 condamnations par année (sans compter les infractions mineures punis par des amendes). La majorité se fait avec une procédure simplifiée par ordonnance pénale.
Le Code de procédure pénale ne s'applique qu'aux infractions de droit fédéral. Les cantons peuvent choisir de l'appliquer aux infractions de droit cantonal et la plupart des cantons ont fait ce choix.

## Structure
- Titre 1. Champ d’application et principes généraux
- Titre 2. Autorités pénales
- Titre 3. Parties et autres participants à la procédure
- Titre 4. Moyens de preuves
- Titre 5. Mesures de contrainte
- Titre 6. Procédure préliminaire
- Titre 7. Procédure de première instance
- Titre 8. Procédures spéciales
- Titre 9. Voies de recours
- Titre 10. Frais de procédure, indemnités et réparation du tort moral
- Titre 11. Entrée en force et exécution des décisions pénales
- Titre 12. Dispositions finales

## Déroulement de la procédure
Une procédure ordinaire se déroule selon le schéma suivant :
1. Constat d'une infraction ;
2. Investigation policière ;
3. Décision du procureur (ministère public) :
  1. Ordonnance de non-entrée en matière (fin de la procédure) ;
  2. Condamnation par ordonnance pénale (en cas d'opposition, la procédure continue) ; ou
  3. Ordonnance d'ouverture de l'instruction (et la procédure continue avec le point suivant) ;
4. Instruction ;
5. Décision du procureur (ministère public) :
  1. Ordonnance de classement (fin de la procédure) ;
  2. Condamnation par ordonnance pénale (en cas d'opposition, la procédure continue) ; ou
  3. Mise en accusation (et la procédure continue avec le point suivant) ;
6. Procédure de première instance (dirigée par le juge qui préside le tribunal) ;
  1. Lecture de l'acte d'accusation ;
  2. Audition du prévenu, du lésé, des témoins et experts ;
  3. Examen des preuves ;
  4. Plaidoiries du ministère public, du plaignant et du prévenu (dans cet ordre) ;
  5. Délibérations du tribunal à huis clos ;
  6. Jugement rendu par oral, puis par écrit ;
7. Éventuel appel pour renvoi à la juridiction supérieure ;
8. Etc.